# Туризм на Сейшельских Островах

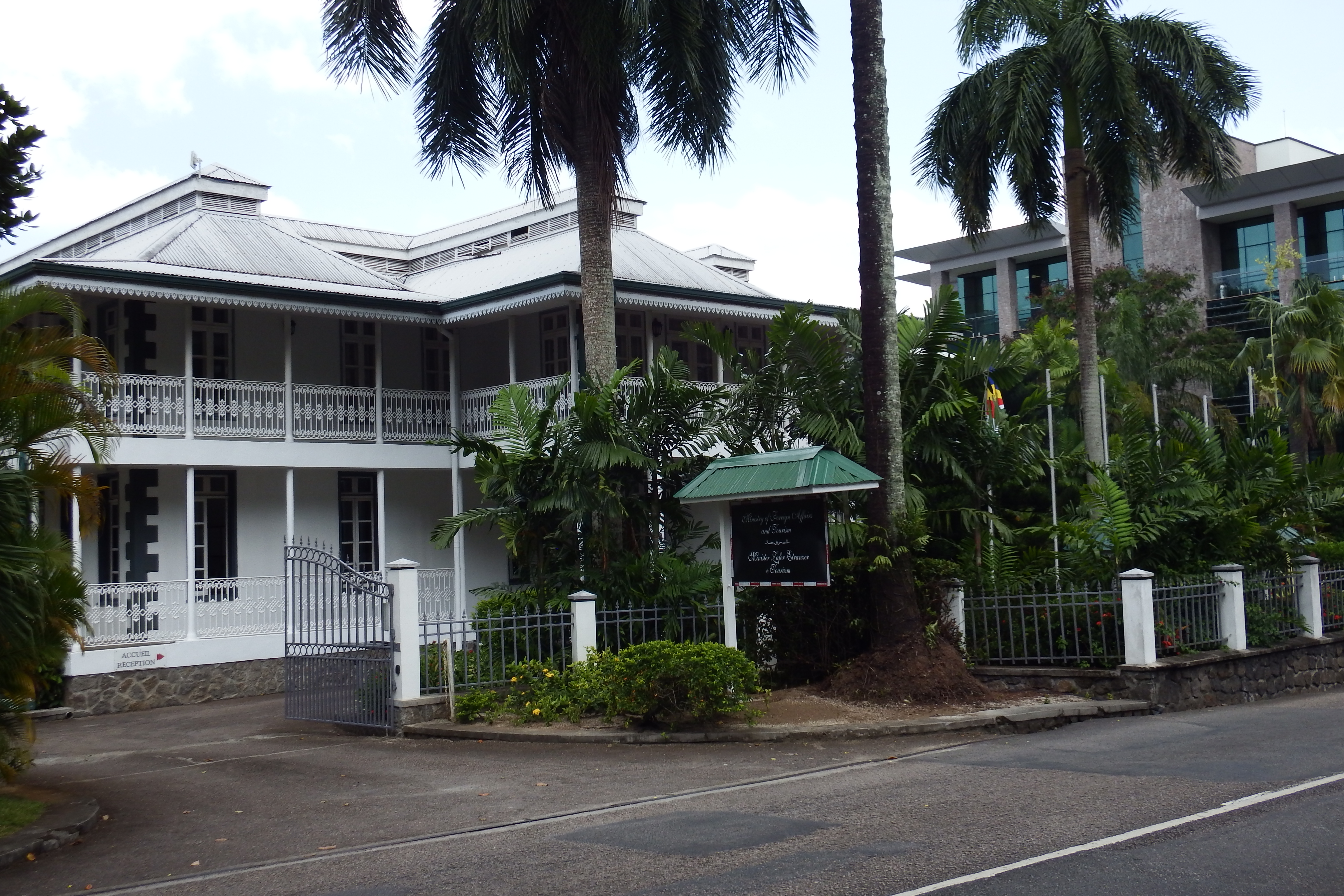
Министерство иностранных дел и туризма

Туризм — самый важный негосударственный сектор экономики Сейшельских Островов. Около 15 % официальной рабочей силы непосредственно занято в туризме, а занятость в строительстве, банковском деле, транспорте и других видах деятельности тесно связана с туристической отраслью. .

## История
Туристическая индустрия зародилась после завершения строительства Сейшельского международного аэропорта в 1971 году и быстро развивалась, достигнув уровня в 77 400 туристов в 1979 году. После спада в начале 1980 года рост был восстановлен благодаря открытию казино, активным рекламным кампаниям и более конкурентоспособным ценам. После спада до 90 050 человек в 1991 году из-за войны в Персидском заливе, число посетителей выросло до более чем 116 000 в 1993 году. В 1991 году Франция была ведущим источником туристов, за ней следовали Великобритания, Германия, Италия и Южная Африка. Европа обеспечивала 80 % всех туристов, а Африка — бо́льшую часть оставшихся. Европейские туристы считаются самыми прибыльными с точки зрения продолжительности пребывания и расходов на душу населения.
Согласно плану развития на период с 1990 по 1994 год, в котором подчёркивается, что рост туризма не должен происходить в ущерб окружающей среде, количество мест на островах Маэ, Праслен и Ла-Диг должно быть ограничено до 4000. Увеличение общей вместимости должно быть достигнуто за счёт развития отдалённых островов. Чтобы избежать угрозы природным достопримечательностям островов в будущем, 150 000 туристов в год считаются предельным уровнем. Более высокая стоимость проживания и проезда, недостатки в обслуживании и содержании объектов, а также ограниченный выбор развлечений мешают Сейшельским Островам привлекать отдыхающих в ущерб другим туристическим направлениям Индийского океана.

## Статистика
Прямой вклад туристического сектора в ВВП оценивается в 50 %, и он обеспечивает около 70 % всех валютных поступлений[когда?]. Доля импорта в расходах на туризм высока, поэтому чистые доходы от туризма значительно ниже. В 2000 году было зарегистрировано 130 046 туристических поездок, в том числе более 104 000 — из Европы. В том же году на Сейшельских Островах было 2479 гостиничных номеров с 5010 кроватями, заполненными на 52 %. В 1999 году доход от туризма составил 112 миллионов долларов США. В 2002 году Государственный департамент США оценил среднюю стоимость пребывания на Сейшельских Островах в 246 долларов в день. По данным Национального бюро статистики, в 2013 году Сейшельские Острова посетили 230 272 туриста по сравнению с 208 034 в 2012 году.
Большинство туристов, посетивших Сейшельские острова в 2022 и 2023 годах, прибыли из следующих стран:
| Стран          | 2023  |                | Стран | 2022 |
| -------------- | ----- | -------------- | ----- | ---- |
| Германия       | 44772 | Германия       | 47743 |      |
| Франция        | 44537 | Франция        | 40042 |      |
| Россия         | 31180 | Россия         | 34524 |      |
| Великобритания | 21646 | Великобритания | 18161 |      |
| Италия         | 18619 | Италия         | 17990 |      |
| Швейцария      | 15350 | ОАЭ            | 14535 |      |
| Австрия        | 8184  | Швейцария      | 13694 |      |
| Польша         | 6888  | Израиль        | 12896 |      |
| Венгрия        | 5167  | США            | 9049  |      |
| Чехия          | 5065  | ЮАР            | 7529  |      |

Данные об общем количестве туристов и полученной прибылью для экономики Сейшел с 1995 по 2021 год.
| Год  | Кол-во туристов | Прибыль      | % от ВВП |
| ---- | --------------- | ------------ | -------- |
| 2021 | 183,000         | 594 млн дол. | 46.17 %  |
| 2020 | 124,500         | 228 млн дол. | 19.26 %  |
| 2019 | 428,000         | 618 млн дол. | 37.57 %  |
| 2018 | 405,000         | 611 млн дол. | 38.48 %  |
| 2017 | 382,000         | 585 млн дол. | 38.24 %  |
| 2016 | 333,000         | 505 млн дол. | 34.61 %  |
| 2015 | 296,000         | 483 млн дол. | 34.71 %  |
| 2014 | 239,000         | 481 млн дол. | 34.66 %  |
| 2013 | 237,000         | 484 млн дол. | 36.44 %  |
| 2012 | 216,000         | 429 млн дол. | 40.46 %  |
| 2011 | 210,000         | 380 млн дол. | 35.65 %  |
| 2010 | 191,000         | 352 млн дол. | 36.29 %  |
| 2009 | 178,000         | 349 млн дол. | 41.18 %  |
| 2008 | 173,000         | 408 млн дол. | 42.18 %  |
| 2007 | 171,000         | 396 млн дол. | 38.31 %  |
| 2006 | 151,000         | 323 млн дол. | 31.78 %  |
| 2005 | 129,000         | 269 млн дол. | 29.27 %  |
| 2004 | 121,000         | 256 млн дол. | 30.50 %  |
| 2003 | 122,000         | 258 млн дол. | 36.56 %  |
| 2002 | 132,000         | 247 млн дол. | 35.41 %  |
| 2001 | 130,000         | 221 млн дол. | 35.52 %  |
| 2000 | 130,000         | 225 млн дол. | 36.59 %  |
| 1999 | 125,000         | 202 млн дол. | 32.42 %  |
| 1998 | 128,000         | 191 млн дол. | 31.40 %  |
| 1997 | 130,000         | 195 млн дол. | 34.64 %  |
| 1996 | 131,000         | 182 млн дол. | 36.18 %  |
| 1995 | 121,000         | 224 млн дол. | 44.08 %  |

## Места притяжения туристов
- Анс Интенданс, Маэ
- Анс Лацио, Праслен
- Бэ Лазар, Маэ
- Остров Ла-Диг
- Остров Курьёз
- Национальный парк Морн Сейшельских Островов
- Национальный морской парк Сте-Анн
- Пляж Бо Валлон
- Анс Вольбер
- Национальный парк Валле-де-Май, Праслен
- Остров Кузин
- Заповедник на острове Арид
- Остров Силуэт
- Виктория, Маэ
- Остров Бёрд
- Атолл Альдабра[7]
- Анс Рояль, Маэ
- Анс Каши, Маэ
- Пляж бухты Такамака